# 陳恒鑌

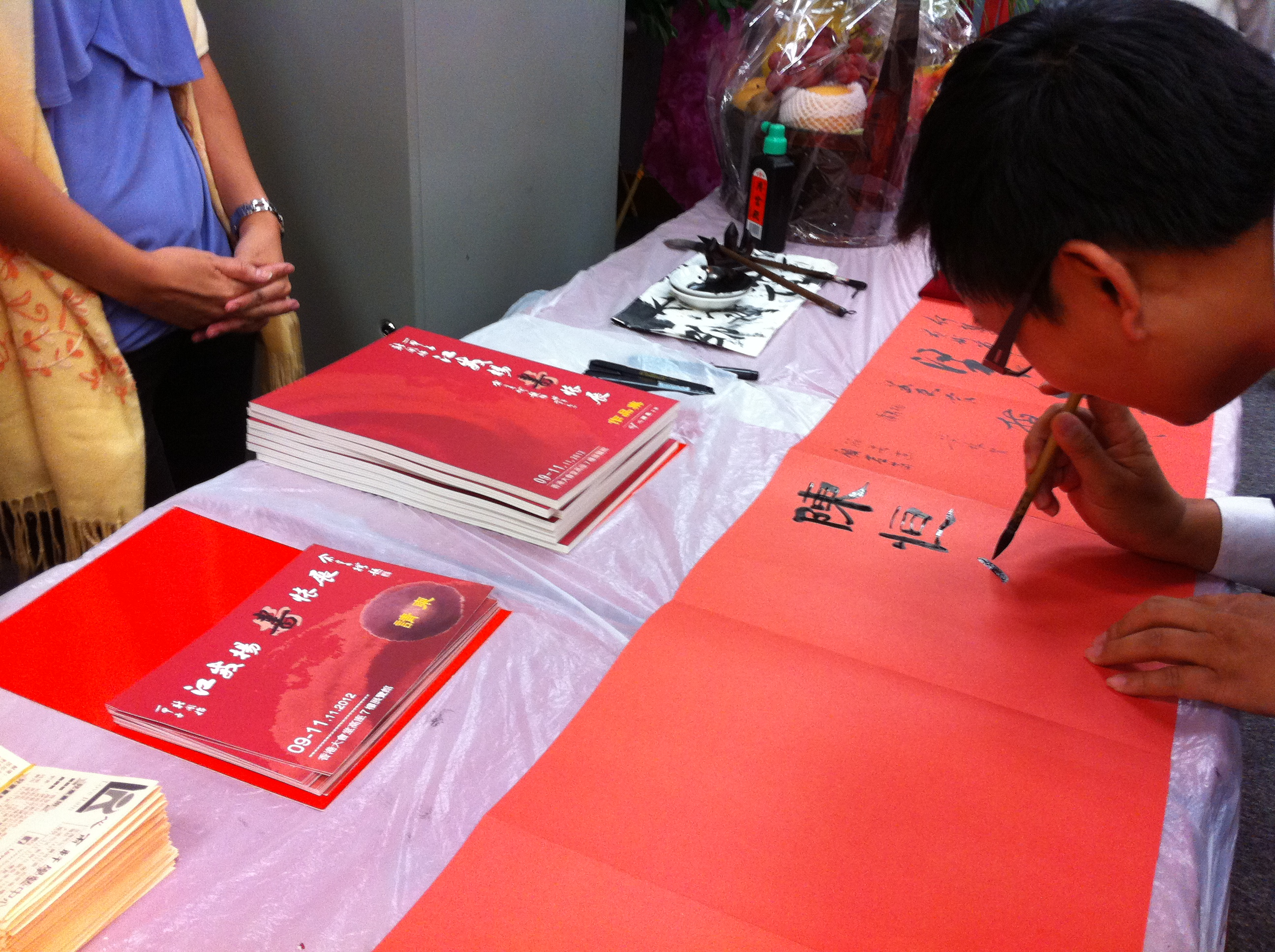
陳恒鑌

陳恒鑌，BBS，JP（1975年11月—），曾任仁濟醫院總理，民建聯成員，出生於中華人民共和國廣東省普寧市的現任香港立法會議員（新界西南），前荃灣區議會楊屋道選區議員。他亦為第十屆安徽省政協委員。2018年7月獲頒銅紫荊星章。

## 簡介
陳恒鑌早年在中國大陸廣東普寧讀書，少年時開始定居香港，中學時期就讀元朗聖公會白約翰會督中學（1997年中七），大學畢業於香港科技大學機械工程及材料科學及工程系。
陳恒鑌自詡年少當家，相當刻苦耐勞，形容自己上學之餘，亦幫忙養豬、鴨，中學時曾任水電及冷氣維修學徒，大學時亦為同學買賣二手手機。。
2003年，當時任職民建聯區議員陳育文義務助理的陳恒鑌，首次參選區議會選舉，擊敗當時由陳偉業支持，有「保釣英雄」之稱中國國民黨港澳總支部第十支部書記王化民當選，接替陳育文擔任區議員。
陳恒鑌在2004年和2008年兩次參加香港立法會選舉，分別排在譚耀宗名單的第六位和第四位。在2012年香港立法會選舉中的新界西選區，民建聯分三張名單參選，陳與潘志成、林琳、陳振中、曾大、羅崑以及梁嘉銘組成七人名單參選，陳本人成功當選。2016年香港立法會選舉，民建聯在新界西選區派出兩張名單參選，陳恒鑌再次排行名單首位，以58,673票成功連任。

## 立法會工作

### 倡港鐵票價機制加入「盈利指數」
2016年，政府向港鐵提出，提前一年檢討「可加可減」機制。陳恒鑌指港鐵作為公共事業，應盡社會責任，並建議：
1. 在票價可加可減機制內加入港鐵盈利指數，避免又賺錢又加價
2. 以每年收取的港鐵股息，成立「票價基金」，抵銷港鐵票價加幅 
3. 設立「車費回贈基金」，將港鐵因延誤而繳交的罰款注入基金，讓乘客獲減價優惠。林鄭月娥在競選特首期間的政綱，亦參考有關建議，研究運用政府每年從港鐵收取的股息，以減輕基層市民長途車費的負擔。

最後，雖然政府沒有接納建議加入港鐵盈利指數，但卻在2019年起推行公共交通費用補貼計劃。

### 倡50億上坡工程基金
政府於2009年提出為上坡斜路興建行人扶手電梯或升降機，方便居民出入，陳恒鑌批評政府於2010年公佈的20項工程建議，只有3個項目被納入其他計劃而落實，其餘工程一直「嘆慢板」，並建議政府增撥50億元成立「上坡改善工程基金」，以專款專項的形式進行一次過的撥款，增加工程效率，同時避免受立法會拉布拖延。陳恒鑌就此曾去信行政長官梁振英，並在立法會交通事務委員會動議通過相關無約束力動議。

### 支持高鐵「一地兩檢」
高鐵將於2018年第三季通車，政府就一地兩檢方案提出於西九龍站設立「內地口岸區」。陳恒鑌根據民建聯2017年4月所進行的民調，表示有六成三受訪者接受一地兩檢，主要原因是有關措施能加快通關程序。陳亦撰文駁斥泛民的反對理據，包括《基本法》第七條訂明，特區內的土地和自然資源屬國家所有，由特區政府負責管理、使用、開發、出租，故不存在割地一說；「內地口岸區」將採取封閉式管理，內地執法人員只會接觸到已經辦妥出境手續的港人，絕不會出現「來港執法，隨處拉人」；落實方案必須進行本地立法，香港人及立法機構可為方案作最後把關，確保中央政府不能隨意於香港境內實施內地法律。

### 倡興建新界鐵路
為應對新界西北未來人口增長，陳恒鑌向政府建議興建由屯門經豪景、深井、荃灣東北葵等地，接駁至沙田大圍等地的鐵路；並在東北葵建轉乘站，把鐵路向南伸延至荔景、青衣及交椅洲。陳亦建議在研究興建十一號幹線時，考慮興建兼備鐵路及快速公路的跨海鐵路幹線，方便洪水橋及元朗南居民直接前往大嶼山北部，長遠可考慮將幹線向東延接駁至交椅洲及港島，將新界西與港島區連接起來。陳在立法會交通事務委員會動議通過相關無約束力動議。

### 倡更新《規劃標準》
陳恒鑌質疑政府在大量增加公私營房屋的同時，沒有相應增加社區設施，特別是泊車位、公眾街市、文娛及康體設施，以致未能優化生活環境，並導致泊車位不足。陳亦抨擊政府以限制車位，抑制車輛增長的做法，認為此舉只會加劇車位不足，並迫使車主以身試法，造成違泊及道路安全等問題。陳於立法會大會動議通過無約束力的議員議案，促請政府更新《香港規劃標準與準則》和相關的城市規劃指引、設立優化社區設施的專項基金及善用閒置空間或土地，以盡快在各區興建泊車位、公眾街市、文娛及康體設施等社區設施，從而回應市民對優化社區生活環境的訴求。

### 倡完善中醫藥註冊制度
陳恒鑌於2017年3月在社交媒體專頁揭發中醫藥註冊制度的漏洞，製造商只需於原藥方加入非中藥成份，即可規避《中醫藥條例》的規管，以保健食品的名義出售，但其藥效及安全成疑。另一方面，正統中醫藥的註冊要求過高，減低業界的研發誘因，窒礙行業發展。陳恒鑌要求政府盡快堵塞相關條例的漏洞，加強對保健食品的監管，以及優化及簡化中醫藥的註冊程序及要求。申訴專員公署其後於6月公布將就政府對未註冊中成藥產品的規管進行主動調查。

### 支持醫療改革
對於公院連串失誤，陳恒鑌認為最主要原因是人手不足，又指本港公院醫生與病人比例極不理想，近乎全球包尾，造成公院醫生壓力大，紛紛轉向私人市場，加劇人手問題的惡性循環。陳認為，醫委會改革是根本解決方法，強調不論是內地抑或海外醫生，來港執業均須通過嚴格考核，市民毋須過於擔心引入醫生的能力問題。陳同時指近年出現多宗嚴重醫療失誤的個案，而醫委會又如「無牙老虎」般，難以對事故作出具阻嚇性的判决；甚或即使對某些違規的醫生進行懲處，當中聆訊的時間又需花上數十個月，情況是極不理想，令公眾對醫委會產生「醫醫相衛」的觀感。
2019年9月13日，立法會議員陳恒鑌、周浩鼎以及柯創盛等，到政府總部東翼前地外請願，促請政府放寬公共交通費用補貼計劃，令更多人受惠。他們指現時的補胋計劃受惠人數最多只有230多萬，平均受惠金額近80元，認為計劃未能有效減輕市民的交通費用負擔，建議政府調低補貼門檻，由現時的400元下調至每月200元，而補貼上限則由300元提升至600元。

### 抗疫
2020年6月18日，民建聯立法會議員陳恒鑌與勞工及福利局局長羅致光會面，再次要求勞福局考慮推出失業援助金。陳恒鑌表示，失業重災區在於酒店及旅遊等行業，但政府最新推出的職位並無針對有關行業，認為政府應該留意。

## 地區工作

### 倡設立監察蠓患指標
2016年5月，陳恒鑌聯同多名區議員及社區幹事於荃灣、葵青及離島多區張貼蠓貼，進行「蠓患指數調查」，結果在5月12-16日共捉到8000多隻蠓蟲。陳恒鑌指食環署曾回應，因本港發現的蠓並不是任何疾病的主要病媒，所以未有計劃對蠓患進行監察。故陳要求政府設立監察蠓患指標。

### 成功爭取為因新冠狀病毒爆發而在葵涌村居家隔離人士改善膳食
由於葵涌邨於2022年1月20日爆發新冠狀病毒疫情，全邨居民需要居家隔離。政府於2022年1月22日就宣布未能安排膳食予受影響居民。
經過陳恒鑌介入後，政府重新恢復膳食供應，食物質素也大幅改善。

## 爭議事件

### 指高鐵是「無底深潭」但要繼續走下去
2015-2016年立法會審議高鐵的超支撥款，雖然有關工程引起不少爭議，但由於泛民主派拉布及阻礙表決失敗，有關高鐵超支撥款的議案在民建聯的財委會副主席陳鑑林強行表決通過。
2015年，高鐵不但未能如時落成，還嚴重超支，造價由原來估計的669億增加至最少853億，原定於2015年的完工日期亦會推遲至最早2018年。
身兼立法會鐵路事宜小組委員會主席的民建聯議員陳恒鑌表示，高鐵嚴重超支令人震驚，質疑工程將是一個「無底深潭」，也有可能進一步深下去。不過他卻指，現時已「洗濕了個頭」，因此要「繼續行落去」。陳恒鑌又希望納稅人不需為是次超支「找數」，並指政府監督工程的模式出錯，變得相當被動。雖然陳恒鑌曾稱要徹查相關延誤，但在立法會討論引用特權法調查高鐵時，陳聯同大部份建制派議員卻反對動議，最後議案遭否決。

### 未有投票支持政改
2015年6月17至18日，立法會討論及表決政改方案。泛民事前表明不接受特首參選人需取得過半提委支持才能成為候選人的規定，又稱不能令港人成「橡皮圖章」，加上醫學界梁家騮因為多個業界民調都顯示反對政改的醫生較支持多，而決定投反對票，議案預料難以獲三分之二議員支持通過。
當天建制派為了等待遲到的劉皇發一起表決，包括陳恒鑌在內大部份建制派離場，意圖令會議流會，讓劉皇發趕及回來。然而部份建制派及自由黨並未有一起離場，導致會議有足夠人數繼續進行，最後立法會以廿八票對八票大比數否決政改方案，事後建制派議員紛紛到中聯辦交待事件。

### 妻子分娩時行使特權
有網民暗示陳恒鑌早前透過廣華醫院高層向前線施壓，使妻子享有特別分娩安排，包括家住新界西卻能跨區到九龍西聯網、由指定顧問醫生主診、以每日100元入住「頭等私家病房」。。陳恒鑌否認指控，指所有醫療及住院安排均由醫院決定，更指太太原本於屯門醫院及私院求診，惟臨盤前數月，醫生指她情況不穩及懷胎有危險，需臥床及由他人照顧，他是按正常程序由屯院轉去廣華產檢。

## 外部連結
- 陳恒鑌2012立法會選舉官方網站 （页面存档备份，存于）